# Edukinesiologie
De term edukinesiologie is een samentrekking van educatie en kinesiologie Bij de edukinesiologie wordt ter verlichting van een vermeend aandacht of gedragsprobleem oefeningen vanuit de kinesiologie toegepast. Deze oefeningen hebben veelal ten doel om de linker en rechter hersenhelften meer met elkaar samen te laten werken. Dit vanuit de gedachte dat een goede of verbeterde samenwerking van de hersenhelften voor het kind in kwestie een verlichting van de taakstelling geeft.